# 諾爾龍

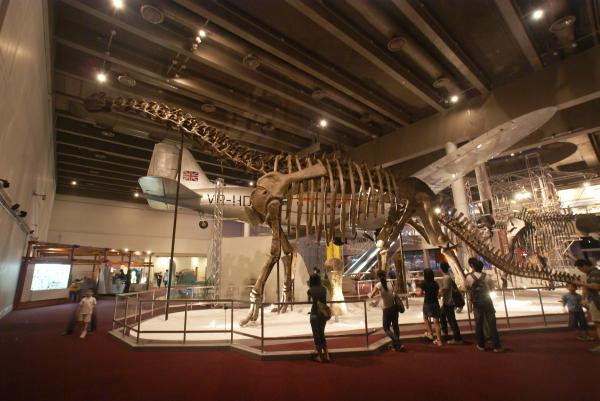
查干諾爾龍的骨架模型 - 香港科學館

諾爾龍（學名："Nurosaurus"）是蜥腳下目的一屬恐龍， 生存於下白堊紀的中國內蒙古。牠的化石包括部份骨骼，約70%完整。在1985年，中國內蒙古查干诺尔的建設工廠時發現這個化石，並由內蒙古自治區博物館發掘採集。諾爾龍長20.4公尺，肩高4.9公尺，體重18.5噸，可能為多孔椎龍類的基幹成員。模式種是查干諾爾龍（"N. qaganensis"），是由董枝明在1992年描述的，屬名是以查干諾爾組地層為名。但因為沒有經過正式研究，目前的狀態是個無資格名稱。

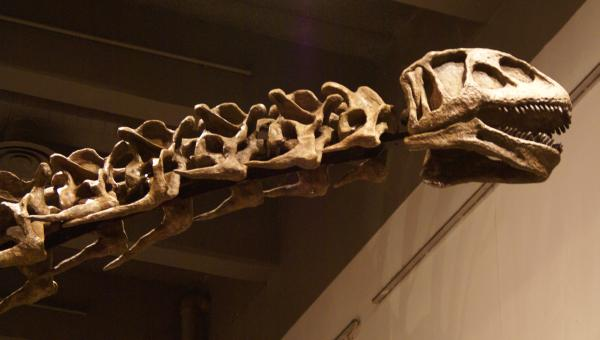
查干諾爾龍的頭部

諾爾龍是種大型草食性恐龍，可能是北美洲圓頂龍的近親，兩者有類似的頭部與身體外形。諾爾龍的背椎神經棘形狀，也類似圓頂龍。
在不同地方展覽時，諾爾龍的學名曾出現了幾次的誤拼，最為普遍的是Nuoerosaurus，種小名也曾誤拼成qaganensis、chaganensis。

## 外部連結
- Sauropoda（页面存档备份，存于） from Paleofile
- "Nurosaurus" in the Dinosaur Encyclopedia（页面存档备份，存于） at DinoRuss' Lair
- Dinosaur Genera List
- Dinosaur Genera List (PDF format)（页面存档备份，存于）